# Paulo Henrique Sampaio Filho
Paulo Henrique Sampaio Filho (Rio de Janeiro, 15 juli 2000) – alias Paulinho – is een Braziliaans voetballer die doorgaans als aanvaller speelt. Hij verruilde Bayer Leverkusen in juli 2023 voor Atlético Mineiro, dat hem in het voorgaande halfjaar al huurde.

## Carrière
Paulinho debuteerde op 13 juli 2017 in het betaald voetbal in het shirt van Vasco da Gama. Hij viel die dag in de 93e minuut in voor Yago Pikachu tijdens een met 1–4 gewonnen wedstrijd in de Série A, uit tegen Vitória. Zijn eerste basisplaats volgde elf dagen later. Hij mocht toen beginnen als rechtsbuiten tijdens een met 1–2 gewonnen competitiewedstrijd uit bij Atlético Mineiro. Paulinho maakte tijdens dat duel ook zowel zijn eerste als zijn tweede doelpunt in profverband. Hij kwam dat seizoen achttien wedstrijden in actie en debuteerde in 2018 ook voor zijn ploeg in de Copa Libertadores.
Paulinho tekende in april 2018 een contract tot medio 2023 bij Bayer 04 Leverkusen, ingaand op 15 juli dat jaar. Hij kreeg in Duitsland zelden voet aan de grond. Leverkusen had in zijn debuutjaar in Heiko Herrlich en Peter Bosz twee keer een andere coach, maar bij allebei kwam hij nooit verder dan af en toe een invalbeurt. In 2019/20 kwam hij nog minder wedstrijden in actie. Hij debuteerde dat seizoen wel in de Champions League, tegen Juventus en Atlético Madrid. Daarnaast maakte hij tegen VfL Wolfsburg en Eintracht Frankfurt zijn eerste doelpunten in de Bundesliga. Paulinho scheurde in juli 2020 een kruisband. Het kostte hem ruim tien maanden om hiervan te herstellen. Zijn enige optreden dat jaar was in de laatste speelronde van het seizoen, uit bij Borussia Dortmund. Toen hij was hersteld beleefde hij in 2021/22 onder coach Gerardo Seoane zijn beste seizoen in Duitse dienst. Hij kwam dat jaar 24 speelronden in actie, waarvan 14 vanaf de aftrap. Leverkusen en hij eindigden 2021/22 op de derde plaats in de Bundesliga, het beste resultaat sinds 2015/16.
Nadat Seoane in oktober 2022 werd ontslagen, bleek dat ook de laatste maand waarin Paulinho speelminuten maakte voor Bayer Leverkusen. Hij vertrok in januari 2023 op huurbasis naar Atlético Mineiro. Hier werd hij meteen basisspeler. Paulinho verhuisde in juli 2023 deinitief naar Atlético Mineiro.

## Clubstatistieken
| Seizoen     | Club             | Competitie  | Competitie | Competitie | Competitie | Beker | Beker | Beker | Internationaal | Internationaal | Internationaal | Totaal | Totaal | Totaal |
| Seizoen     | Club             | Competitie  | Wed.       | Dlp.       | Ass.       | Wed.  | Dlp.  | Ass.  | Wed.           | Dlp.           | Ass.           | Wed.   | Dlp.   | Ass.   |
| ----------- | ---------------- | ----------- | ---------- | ---------- | ---------- | ----- | ----- | ----- | -------------- | -------------- | -------------- | ------ | ------ | ------ |
| 2017        | Vasco da Gama    | Série A     | 18         | 3          | 1          | 0     | 0     | 0     | —              | —              | —              | 18     | 3      | 1      |
| 2018        | Vasco da Gama    | Série A     | 0          | 0          | 0          | 0     | 0     | 0     | 6              | 2              | 2              | 6      | 2      | 2      |
| Club Totaal | Club Totaal      | Club Totaal | 18         | 3          | 1          | 0     | 0     | 0     | 6              | 2              | 2              | 24     | 5      | 3      |
| 2018/19     | Bayer Leverkusen | Bundesliga  | 15         | 0          | 0          | 2     | 0     | 0     | 4              | 1              | 0              | 21     | 1      | 0      |
| 2019/20     | Bayer Leverkusen | Bundesliga  | 13         | 3          | 2          | 2     | 0     | 0     | 4              | 0              | 0              | 19     | 3      | 2      |
| 2020/21     | Bayer Leverkusen | Bundesliga  | 1          | 0          | 0          | 0     | 0     | 0     | —              | —              | —              | 1      | 0      | 0      |
| 2021/22     | Bayer Leverkusen | Bundesliga  | 24         | 4          | 2          | 1     | 0     | 0     | 6              | 0              | 1              | 31     | 4      | 3      |
| 2022/23     | Bayer Leverkusen | Bundesliga  | 4          | 1          | 0          | 1     | 0     | 0     | 1              | 0              | 0              | 6      | 1      | 0      |
| Club Totaal | Club Totaal      | Club Totaal | 57         | 8          | 4          | 6     | 0     | 0     | 15             | 1              | 1              | 78     | 9      | 5      |
| TOTAAL      | TOTAAL           | TOTAAL      | 75         | 11         | 5          | 6     | 0     | 0     | 21             | 3              | 3              | 102    | 14     | 8      |

Bijgewerkt t/m 23 april 2022.

## Interlandcarrière
Paulinho won in 2017 met Brazilië –17 het Zuid-Amerikaans kampioenschap voetbal onder zeventien. Hij nam later dat jaar ook met Brazilië –17 deel aan het WK –17. Hierop werden zijn ploeggenoten en hij derde, nadat ze in de halve finale verloren van de latere toernooiwinnaar Engeland –17. Paulinho plaatste zich in februari 2020 met Brazilië –23 voor de Olympische Zomerspelen 2020. Hij mocht daarna ook mee naar het hoofdtoernooi, dat zijn landgenoten en hij wonnen. Hij deed daarop zelf voornamelijk dienst als invaller.

## Erelijst
| Competitie                   |                            |                            |                            |                            |
| Competitie                   | Aantal                     | Jaren                      |                            |                            |
| Braziliaans olympisch team   | Braziliaans olympisch team | Braziliaans olympisch team | Braziliaans olympisch team | Braziliaans olympisch team |
| ---------------------------- | -------------------------- | -------------------------- | -------------------------- | -------------------------- |
| Zuid-Amerikaans kampioen –17 | 1x                         | 2017                       |                            |                            |
| Brazilië –17                 |                            |                            |                            |                            |
| Olympisch kampioen           | 1x                         | 2020                       |                            |                            |

1 Santos ·
2 Gabriel Menino ·
3 Diego Carlos ·
4 Ricardo Graça ·
5 Douglas Luiz ·
6 Guilherme Arana ·
7 Paulinho ·
8 Bruno Guimarães ·
9 Matheus Cunha ·
10 Richarlison ·
11 Antony ·
12 Brenno ·
13 Dani Alves  ·
14 Bruno Fuchs ·
15 Nino ·
16 Abner ·
17 Malcom ·
18 Matheus Henrique ·
19 Reinier ·
20 Claudinho ·
21 Gabriel Martinelli ·
22 Lucão ·
Coach: André Jardine